# Borgoricco
Borgoricco (Borgorico in veneto) è un comune italiano di 9 089 abitanti della provincia di Padova in Veneto. All'interno di esso troviamo le frazioni di San Michele delle Badesse e di Sant'Eufemia.
Caratteristica del territorio di questo comune è la sua suddivisione regolare: le strade diritte e lunghe si intersecano disegnando una scacchiera che, nonostante il trascorrere dei secoli, ha mantenuto l'originalità del famoso Graticolato Romano, o Agro Centuriato Patavino, che comprende un'area piuttosto ampia posta a cavallo tra le provincie di Padova e Venezia, un quadrilatero esteso da Mirano a Camposampiero e da Vigonza a Campodarsego.
Alcune associazioni di cittadini dei vari comuni dell'area stanno lavorando per costituire un parco regionale di interesse locale che miri alla salvaguardia storico-paesaggistica e ambientale della zona del Graticolato Romano.

## Geografia fisica
Borgoricco è nel cuore della zona centuriata dagli antichi romani, nella pianura padana, a nord-est di Padova. Il territorio è attraversato dal canale di scolo Lusore, a nord-est è toccato dal fiume Muson Vecchio, a ovest dal torrente Muson dei Sassi che incrocia a sud-ovest del paese, il fiume Tergola.

## Origini del nome
Il toponimo deriva dal latino burgus, "castello", "torre", mentre richo ha qui il significato di "dominante" per l'importanza dell'insediamento romano. Qualcuno sostiene invece che il paese abbia preso il nome dai Conti Burgo Richo.

## Storia
Quando giunsero i coloni romani il territorio era in parte popolato da piccoli gruppi dediti alla caccia, alla pesca e ad una agricoltura primitiva. Nel territorio sono stati ritrovati sia manufatti di queste genti che testimonianze romane: ogni oggetto viene raccolto e catalogato nel museo locale, il museo della centuriazione.
I manoscritti più antichi ritrovati nel luogo parlano delle chiese e dei castelli di epoca medioevale. In una donazione del 1085 è nominata la chiesa dedicata a san Leonardo di Noblac, la cui fama di santo taumaturgo si era diffusa agli inizi dello stesso secolo; il testamento di Speronella Dalesmanni del 1192, ricorda la chiesa di S. Eufemia e l'oratorio di S. Nicolò in Favariego. La famiglia Dalesmanni o Dalesmanini, possedeva estese proprietà nella zona. In località Castellaro sorgeva una loro residenza fortificata, protetta da un fossato con due ponti, della quale rimane traccia solo nel toponimo (via Castellaro e via Dalesmanina).
Da notare in via Straelle l'oratorio del Rosario, con una meridiana datata 1684.
La contrada di San Giuliano ha preso il nome da un antico ospedale trecentesco, per l'assistenza dei pellegrini, da secoli scomparso; ne rimane l'oratorio detto successivamente di San Gaetano, la cui facciata è stata sopraelevata.
Malgrado le demolizioni, sono ancora numerosi, oltre a quelli ricordati, gli oratori e le cappelle di ville patrizie scomparse, i capitelli eretti agli incroci in sostituzione dei cippi pagani, testimonianze di una fede popolare molto sentita.

### Simboli
Con regio decreto del 30 settembre 1939 venne concesso un primo stemma inquartato d'oro, d’azzurro, di rosso e d’argento che doveva riferirsi al caratteristico graticolato romano. Il gonfalone era già azzurro.
Lo stemma comunale e il gonfalone attuali sono stati concessi con D.P.R. del 22 maggio 1970.
Borgoricco sembra essere l'unico comune d'Italia che abbia il privilegio di aver avuto l'autorizzazione di inserire nel proprio emblema comunale, nella quarta ripartizione, il graticolato romano con una croce sottile che rappresenta le due strade: la via Desmàn (Decumanus Maximus della centuriazione), che, un tempo, conduceva da Vicenza ad Altino e che, come SP 10 di Padova e SP 33 di Venezia, costituisce fondamentalmente la strada di collegamento con Mirano, con Mestre e con Venezia, e la via Cornara (forse Cornelia), che andava da Padova ad Asolo. Il toponimo Via Desman costituisce la denominazione locale a livello di stradari comunali per tutto l'asse viario perfettamente rettilineo che da San Michele delle Badesse (Statale del Santo) corre fino a Zianigo, dove l'antico decumano massimo muore presso l'alveo del fiume Muson Vecchio.
Le tre fasce ondate simboleggiano i tre corsi d'acqua che solcano e delimitano il territorio: Muson dei Sassi, Muson Vecchio e Lusore. Il castello ricorda l'esistenza di un castellaro che appartenne ai signori da Borgoricco e ad altre nobili famiglie. Il leone ricorda lo stemma dei signori locali che ebbero una notevole importanza storica nella zona. La famiglia si estinse nel XV secolo.
Il gonfalone attuale è un drappo di azzurro.

## Monumenti e luoghi d'interesse

### Architetture religiose
- Chiesa di S. Leonardo: l'edificio venne costruito nel 1772 a una sola navata; ha un bel pulpito di legno con profili dorati, cinque altari in marmi policromi, due in stile neoclassico edificati a metà dell'Ottocento con pale eseguite dal veneziano Sebastiano Santi, il soffitto affrescato da Giovan Battista Canal rappresenta Maria Assunta in Cielo, con corteggio di santi e angeli.
- Chiesa arcipretale di S. Eufemia: ha dato il nome al borgo omonimo ed era l'antica pieve dalla quale dipendeva tra le altre anche la chiesa di S. Leonardo; riedificata nel 1946, presenta un'unica navata e conserva un fonte battesimale in marmo di raffinata esecuzione datato 1490, oltre a tre pale d'altare di notevole valore artistico.
- Chiesa di San Michele delle Badesse: è dedicata a San Michele Arcangelo e viene nominata, con le altre, nel testamento di Speronella; la sua titolazione dice che è di istituzione longobarda e aveva un convento femminile; nella decima papale dei 1297 la troviamo soggetta al monastero di Santa Giustina; fu restaurata varie volte, ma nel secolo scorso l'aumento della popolazione fece sentire la necessità di una chiesa più ampia che venne inaugurata nel 1957. Il grande organo "Lucato" è del 2009.
- Oratorio di San Giuliano, a San Michele delle Badesse, unico esempio di costruzione medioevale nella zona.
- Oratorio di San Nicolò di Favariego, chiesetta millenaria che sorge su un'insula romana: di antichissima costruzione, nei muri laterali è stato usato materiale di recupero romano e si trova su una piccola altura circondata da un fossato, come erano i primi luoghi di culto. All'interno si conservano due affreschi trecenteschi (S. Nicolò e S. Cristoforo).
- Oratorio del Santo Rosario di Straelle.
- Centro culturale islamico “Il pentimento”.

### Architetture civili

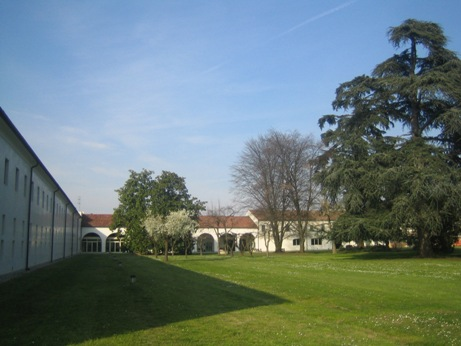
Il parco di Villa Bressanin

- Villa Bressanin: di notevole interesse è la settecentesca villa Bressanin, eretta tra XVII e XVIII secolo dai Calbo, una famiglia patrizia veneta, secondo un gusto pienamente barocco che è stato però alterato da interventi successivi. Essa presenta un corpo centrale rialzato, in obbedienza alla tipologia veneta della villa-palazzo Cinque-Seicentesca, originariamente ornato alla sommità da statue successivamente scomparse. Del complesso fa parte un oratorio dedicato alla Madonna del Carmine e un giardino romantico della seconda metà dell'Ottocento, ricco di alberi secolari.

Villa Bressanin fu sede di un “tribunale del Popolo” istituito alla fine della seconda guerra mondiale. Subito dopo l'arrivo degli alleati, che invasero con le loro colonne corazzate il Graticolato Romano, i partigiani istituirono nella Villa Bressanin un Tribunale, per processare i presunti fascisti locali. Un evento può testimoniare alcuni misfatti che furono commessi in questo luogo, poi dimenticati. A S. Eufemia di Borgoricco viveva un vecchietto, dalla corporatura minuta, sempre vestito dignitosamente e portatore di occhiali. Lo chiamavano “el sior Ghezzi”, era uno sfollato di Padova ed era amico dell'Arciprete di S. Eufemia, don Giovanni Finco. Dopo il 25 aprile 1945, i partigiani lo prelevarono, lo portarono a Villa Bressanin e lo restituirono ai famigliari cadavere. A S. Eufemia fu celebrato il funerale e, su indicazione dell'Arciprete, le suore dell'asilo con tutti i bambini in processione resero omaggio al cadavere. Sui motivi della morte si seppe solo “perché era fascista”.
Si narra inoltre; che nel periodi di ritirata dell'esercito tedesco due partigiani ebbe a scontrarsi furtivamente con i tedeschi , la cosa fu premeditata in quanto entrambi per sfuggire alle cattura ed al rastrellamento tedesco si crearono dei nascondigli ingegnosi, il primo scavò al centro del letamaio una buca avente una canula per respirare   coperto di steco, il secondo, creò una tana sull'argine del canale muson vecchio sotto le radici che affioravano a filo d'acqua , questo ne evitò la cattura ma non la fucilazione di dieci persone per rappresaglia  
- Municipio e Centro Culturale progettati da Aldo Rossi. Il Centro Culturale Aldo Rossi sorge di fianco al comune ed è composto dall'ingresso, da una grande "sala/teatro" a pianta circolare, con una capienza di 300 posti circa distribuiti su tre diversi piani, che comprendono anche due loggiati, dalle piccole sale polivalenti al piano terra, dalle quattro sale espositive del museo al primo piano e infine dai depositi.

## Società

### Evoluzione demografica
Come tutto il territorio del Veneto centrale, anche a Borgoricco si è assistito negli ultimi decenni ad un'urbanizzazione e cementificazione forsennate. Il consumo di suolo ha provocato la quasi completa scomparsa della campagna che caratterizzava da sempre il territorio.Abitanti censiti

## Cultura
- Museo della centuriazione romana inaugurato con la nuova sala nel febbraio 2009 e contenente tutti i materiali archeologici provenienti dal territorio centuriato. Questo museo ha sede presso il Centro Culturale Aldo Rossi del Comune di Borgoricco, progettato dall'architetto Aldo Rossi.

### Eventi
- Carnevale (prima domenica di quaresima) [8]
- Mostra del libro (ultima settimana del mese di marzo)
- Terra di storia: festa di rievocazione storica dell'epoca romana (maggio)
- Decumanus Street Food (seconda domenica di giugno) [8]
- Mostra del pomodoro e sagra di San Leonardo (seconda domenica di luglio)
- Fiera di S. Anna e dello sport (a S. Michele nel mese di luglio)
- Fiera di S. Eufemia e mostra dell'artigianato locale (seconda domenica di giugno)
- Festa del fungo, mostra micologica e sagra di S. Michele (terza domenica di settembre)
- Natale in Piazza (8 dicembre) [8]

### Via Mussolini
Borgoricco presenta una via Mussolini, una strada che collega il comune con l'omonima frazione di Villanova di Camposampiero. Il nome della via e della frazione non ha nulla in comune con Benito Mussolini, ma il toponimo sembra derivare dalla traduzione in veneto di "moscerini". Sull'origine di questa denominazione della frazione e della via Mussolini non ci sono notizie certe ma si ipotizza si trattasse di una zona acquitrinosa e quindi ricca di insetti come zanzare e moscerini; sta di fatto che la denominazione non è una citazione del dittatore ma risale certamente prima del ventennio come si può evincere, ad esempio, dalla cartografia asburgica.

## Amministrazione
| Periodo | Periodo   | Primo cittadino  | Partito         | Carica  | Note |
| ------- | --------- | ---------------- | --------------- | ------- | ---- |
| 1990    | 2004      | Flavio Frasson   | centro-sinistra | Sindaco |      |
| 2004    | 2009      | Lino Sorato      | centro-sinistra | Sindaco |      |
| 2009    | 2019      | Giovanna Novello | centro-destra   | Sindaco |      |
| 2019    | 2024      | Alberto Stefani  | Lega Nord       | Sindaco |      |
| 2024    | in carica | Gianluca Pedron  | LSP             | Sindaco |      |

### Gemellaggi
- Kemerhisar, dal 2003

## Sport

### Calcio
La principale squadra di calcio della città è l'U.S.D. Borgoricco che milita nel girone A veneto di Eccellenza. I colori sociali sono l'azzurro ed il giallo.